# Oleg Tsjirkoenov

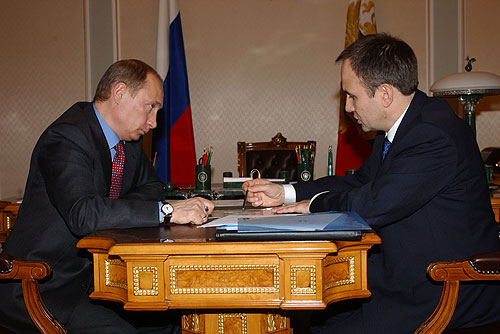
2005

Oleg Anatoljevitsj Tsjirkoenov (Russisch: Олег Анатольевич Чиркунов) (Kirovsk (oblast Moermansk), 15 november 1958) is een Russisch politicus en sinds 2005 de huidige gouverneur van de toen opgerichte kraj Perm, een fusie tussen de oblast Perm en Permjakië. Hij behoort tot de invloedsrijkste regionale politici van Rusland.
Tsjirkoenov werd geboren in de noordelijke stad Kirovsk en verhuisde in 1967 naar Perm. Daar studeerde hij in 1981 af aan de faculteit vliegtuigmotoren van de Staats-Technische Universiteit van Perm (op de specialisatie 'economie en organisatie van machinebouwproductie'). Vervolgens werkte hij van 1981 tot 1983 als tweede secretaris van het Komsomol-districtsbestuur van het district Leninski van de stad Perm. In 1985 studeerde hij af aan de hogeschool voor de KGB van de Sovjet-Unie en in 1988 aan de faculteit rechtswetenschappen van de Staatsuniversiteit van Perm. In 1990 verdedigde hij zijn dissertatie voor de titel van kandidat naoek aan de Staatsuniversiteit van Ivanovo.
Van 1991 tot 1994 werkte hij als deskundige voor de handelsvertegenwoordiging van Rusland in Zwitserland. Na terugkomst in Perm in 1994 werkte hij als afgevaardigde voor het directoraat-generaal van het bedrijf Eks Opt en vanaf begin 1996 als directeur van dit bedrijf. In december van dat jaar werd hij directeur van de groep van bedrijven waar Eks deel van uitmaakt.
In december 1997 werd hij afgevaardigde voor de wetgevende vergadering van de oblast Perm. Op 18 januari 2001 werd hij afgevaardigde voor de Federatieraad van Rusland voor de oblast Perm. In maart 2004 werd hij gouverneur van de oblast Perm en op 1 december 2005 gouverneur van de kraj Perm.